# Veto populaire
 (novembre 2013).
Si vous disposez d'ouvrages ou d'articles de référence ou si vous connaissez des sites web de qualité traitant du thème abordé ici, merci de compléter l'article en donnant les références utiles à sa vérifiabilité et en les liant à la section « Notes et références ».
 (novembre 2013).
Le veto populaire est un système de démocratie[Où ?][Quand ?] semi-directe qui permet de s'opposer à la promulgation ou au maintien en vigueur d'une loi régulièrement votée par le parlement[Lequel ?]. Le veto populaire est mis en œuvre par le dépôt d'une pétition revêtue du nombre requis de signatures (exemple : 50 000 signatures) et suivie d'une consultation référendaire[réf. nécessaire]. Si cette consultation aboutit au rejet de la loi, cette dernière est considérée comme n'ayant jamais existé[réf. nécessaire].